# Impatiens saccilabellata
Impatiens saccilabellata är en balsaminväxtart som beskrevs av Tardieu. Impatiens saccilabellata ingår i släktet balsaminer, och familjen balsaminväxter. Inga underarter finns listade i Catalogue of Life.